# 木里图站
木里图站，位于中华人民共和国内蒙古自治区通辽市科尔沁区木里图镇，是大郑铁路和新通客运专线上的火车站，建于1927年，由中国铁路沈阳局集团管辖。目前车站不办理客运业务。

## 歷史
- 建于1927年。

## 車站周邊
- 木里图客运站
- 中国邮政木里图邮政支局
- 中国移动木里图营业厅
- 木里图镇第一中学

## 外部連結
- 中国铁路客户服务中心 （页面存档备份，存于）